# Српско етномузиколошко друштво
Српско етномузиколошко друштво је једна од институција од значаја за очување нематеријалног културног наслеђа. 

## О удружењу
Српско етномузиколошко друштво (СЕД) једина је активна етно-музиколошка организација у Србији.
Она је и државна и невладина – егзистира као непрофитна и невладина, мада се већински финансира преко средстава које за пројекте добија од Министарства културе Републике Србије и Секретаријата за културу града Београда (опстаје и захваљујући добротворним прилозима) и окупља углавном стручњаке запослене у државним институцијама (Факултет музичке уметности у Београду, Музиколошки институт САНУ, Радио
телевизија Србије, музичке школе, итд.).

## Циљеви Друштва
Циљеви друштва су очување, заштита и промоција музичко-фолклорног наслеђа. У оквиру Друштва делују стручњаци запослени у различитим
институцијама као што су стручњаци са Факултета музичке уметности у Београду, Музиколошког института САНУ, Радио телевизије Србије,
музичких школа, итд. Они истражују музичке феномене, организују јавне наступе, концерте и фестивале традиционалне музике, разне видове едукација, организују научне скупове, продукције, документарне презентације истраживаног материјала у виду етно-филма, аудио и видео записе са концерата и фестивала традиционалне музике. Све то се реализује и у националним и међународним оквирима. Због тога је битна сарадња Министарства за културу и информицање Републике Србије, Центра за културу нематеријалног културног наслеђа, локалних заједница и предлагача.